# マウリツィオ・カテラン
マウリツィオ・カテラン（伊: Maurizio Cattelan、1960年9月21日 - ）は、ハイパーリアリスティックな彫刻とインスタレーションで知られており、企画演出や出版でも活動するイタリア人芸術家である。その風刺的な手法から、「アート界のジョーカー」、「イタズラ者」と評されることも多い。カテランの作品は、美術館やビエンナーレで国際的な展覧会が行われており、2011年には、ニューヨーク州のグッゲンハイム美術館で回顧展が開催された。
代表作には、18金で造られた黄金の便器『アメリカ (America)』、隕石が直撃し、倒れた教皇を表した『ラ・ノナ・オラ (La Nona Ora)』、新鮮なバナナをダクトテープで壁に貼り付けた作品『コメディアン (Comedian)』などがある。

## 若年期
カテランは、1960年9月21日にイタリアのパドヴァで誕生し、掃除婦の母と、トラックドライバーの父に育てられた。生活費を稼ぐために17歳で学校を中退、様々な職業を転々としていた。1980年代初頭、イタリアのフォルリで、木製家具のデザイン、制作を開始し、芸術家としてのキャリアをスタートさせた。カテランは一般的な芸術教育を受けたことはなく、アートについては、カタログを読むことに加え「展示を造ることが私の学校だった」と語っている。

## 芸術活動

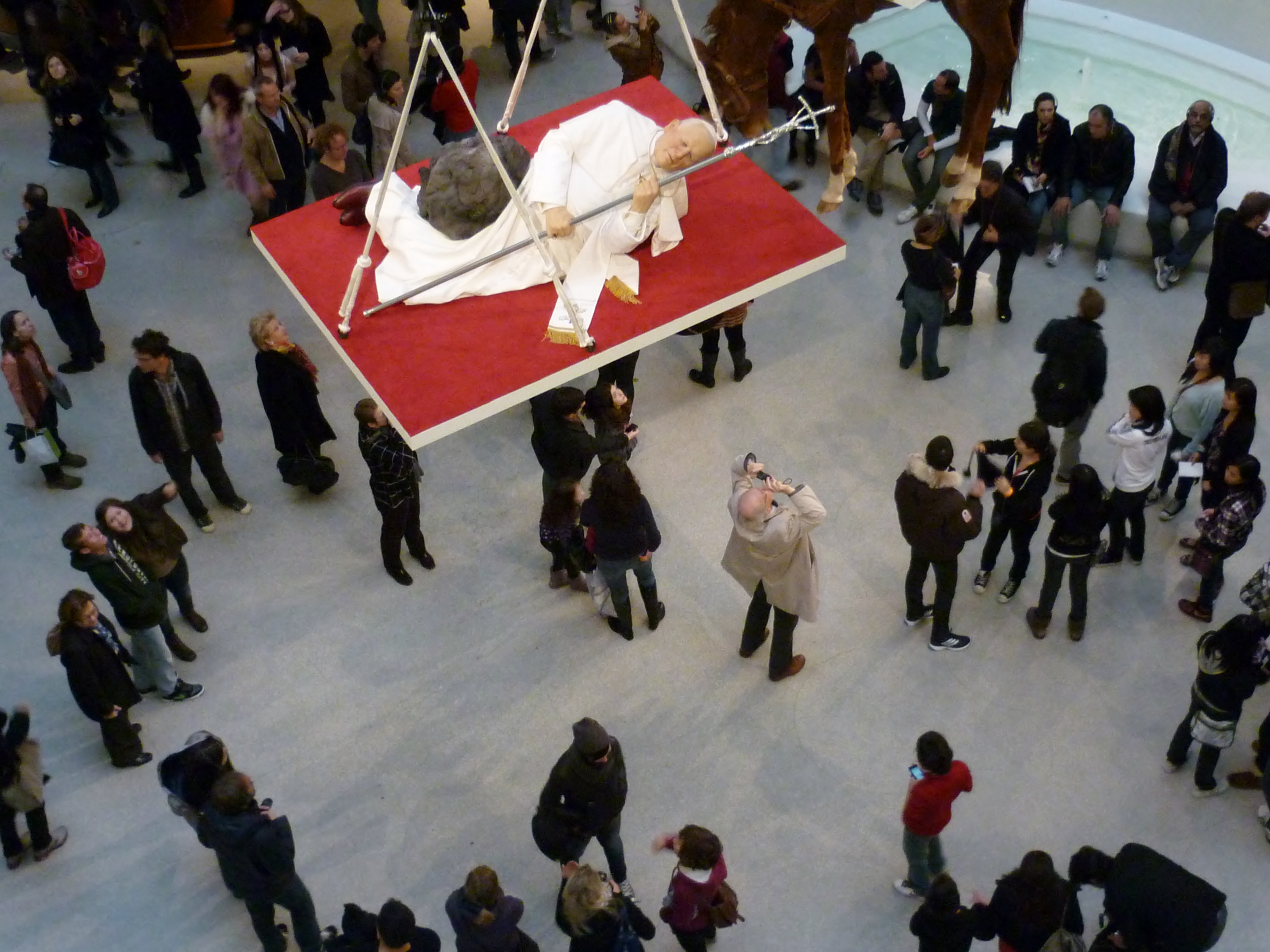
『ラ・ノナ・オラ (La Nona Ora)』

ユーモアと風刺がカテランの作品の核心であり、その作風から、アート界のジョーカー、道化師、イタズラ者といったレッテルが貼られることが多い。コーコラン美術館の現代美術のキュレーターである、ジョナサン・P・ビンストックは、カテランを「ポスト・デュシャンの偉大な芸術家の一人であり、聡明で生意気 (smartass) な人物でもある。」と評した。
カテランは、民族誌学者のサラ・ソーントンとオリジナリティに関する討論を行った際、「オリジナリティはそれ単体で存在するものではなく。生み出されたものが進化していったもの…足していく能力がオリジナリティの要である。」と語っている。カテランの作品は、劇的な情景を表した人物彫刻を、動物の彫像へと変えるような、単なるダジャレもしくはクリシェな状況を覆すようなものをベースとすることが多い。ニューヨーク・タイムズのキャロル・ヴォーゲルは「病的なまでの魅力を感じることも多いカテランのユーモアにより、その作品は、視覚的な面白さのワンライナーを越えている。」と記述している 。

### 作品
カテランの初の芸術作品は、1989年のLessico Familiare（→家族的な語彙）という題の写真芸術であり、上半身裸のカテランが胸の上でハートポーズを取っている額装されたセルフポートレートである。
1990年代半ばには、剥製を使った作品で注目を集めた。1997年のNovecento（→20世紀）では、馬具を着装したTiramisu（ティラミス）という名前の元競走馬の剥製に、馬具部分だけを天井から伸ばした紐で吊り下げ、足や頭が垂れ下がる様子を展示した。1996年のBidibidobidiboo（ビディビダビディブー）では、キッチンのテーブルに、リスの剥製が横たわり、その足元に拳銃が置かれた様子をミニチュアで表現している。
1999年には、自身の姿を含めた様々なものをモチーフとした、等身大ろう人形の制作に着手した。その最も有名な作品の一つが、1999年に公開した『ラ・ノナ・オラ (La Nona Ora)』である。この作品では、祭服を纏ったローマ教皇のヨハネ・パウロ2世の像が、隕石の下敷きとなる姿を表現した。

### 企画演出
1999年、カテランはイェンス・ホフマンと共に、カリビアン・ビエンナーレのキュレーターを担当した。
2002年、ガラスのドアの付いた2.5平方フィート（約0.23平方メートル）のニューヨーク最小の展示場"The Wrong Gallery"を共同で設立。展示場が設置されていた建物が売却された後、"The Wrong Gallery"の展示場とガラスのドアは、2009年までテート・モダンのコレクションとして展示された。
長期にわたり共同制作を行ってきた、アリ・スボトニック、マッシミリアーノ・ジオーニと共に2006年のベルリン・ビエンナーレのキュレーターを務めた。

### 出版
1996年から2007年まで、ドミニク・ゴンザレス=フェルステルとパオラ・マンフリンと共同で雑誌Permanent Foodを出版した。この雑誌は、他の雑誌のページを切り貼りしたパスティーシュや模倣したアートの投稿が掲載され、不定期で刊行されていた。2002年からは、風刺芸術雑誌Charleyの現代アーティスト特集の連載に協力した。
2009年、カテランはイタリア人写真家のピエールパオロ・フェラーリと共に、W Magazineアート号の制作に携わった後、2010年には2人が共同で、年2回刊行の写真を中心とした雑誌『トイレットペーパーマガジン』を出版した。2012年、『トイレットペーパー』に、ニューヨークのハイラインで行われたパブリックアート企画の一部として、10番街と西18丁目の角の看板のデザインが依頼され、看板には「鮮やかな青いベルベットの背景から現れる、マニキュアや宝石で飾られた女性の指」がデザインされた。2014年、カテランとフェラーリは、ニューヨーク・マガジンの春のファッション号における、ファッション特集をプロデュースした。
『トイレットペーパー』が「1968」と銘打ったアテネのDeste Foundationとの共同プロジェクトでは、カテランは1968年の作品と時代、また、ダキス・ヨアヌーの収集した先鋭的なデザインのコレクションを称賛した。

## 代表作

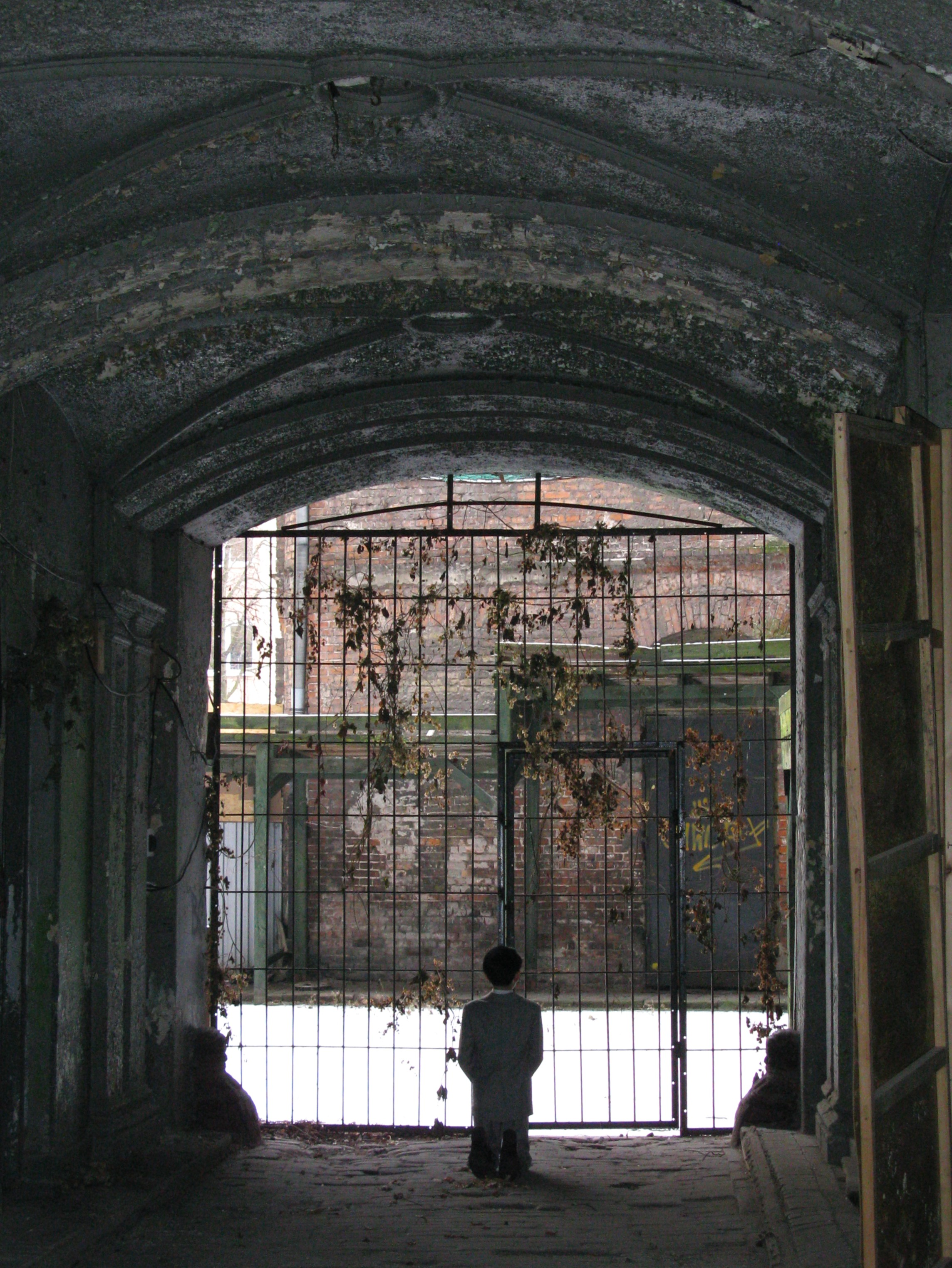
ワルシャワ・ゲットーの跡地で展示されたHim

- Working Is a Bad Job（→働くことは悪い仕事） (1993): 1993年のヴェネチア・ビエンナーレでの作品。カテランに割り当てられたスペースを広告代理店に貸し出し、香水の新製品を宣伝する看板が設置された[38]。
- Errotin, le vrai Lapin（→エロタン、本物のうさぎ） (1995): カテランの個展を開催した画商のエマニュエル・ペロタン（英語版）に、陰茎に似せたうさぎの着ぐるみを着せた作品[39]。
- Another Fucking Readymade（→別のクソみたいなレディメイド） (1996): アムステルダムのデ・アペル・アーツ・センターの展覧会では、近くのギャラリーの展示を全て盗み、警察からの警告を受けるまで自らの作品として展示した[38]。
- Turisti（→ツーリスト） (1997): 1997年のヴェネツィア・ビエンナーレに設置された鳩の剥製と、偽物の鳩の糞[40]。
- Mother (1999): 1999年のヴェネツィア・ビエンナーレで、インド人ファキール（英語版）が小さな部屋で砂に埋もれ、合掌した手だけが砂の上に見えるという儀式を毎日行うプロジェクト[41]。
- Untitled (2001): ロッテルダムのボイマンス・ヴァン・ベーニンゲン美術館のインスタレーション。床の穴から17世紀のオランダの巨匠のギャラリーをカテランがいたずらっぽく眺める姿が表現された[38]。
- Him (2001): 跪いて祈る少年のような姿をした像。頭部はアドルフ・ヒトラーのリアルな肖像がかたどられている[42]。

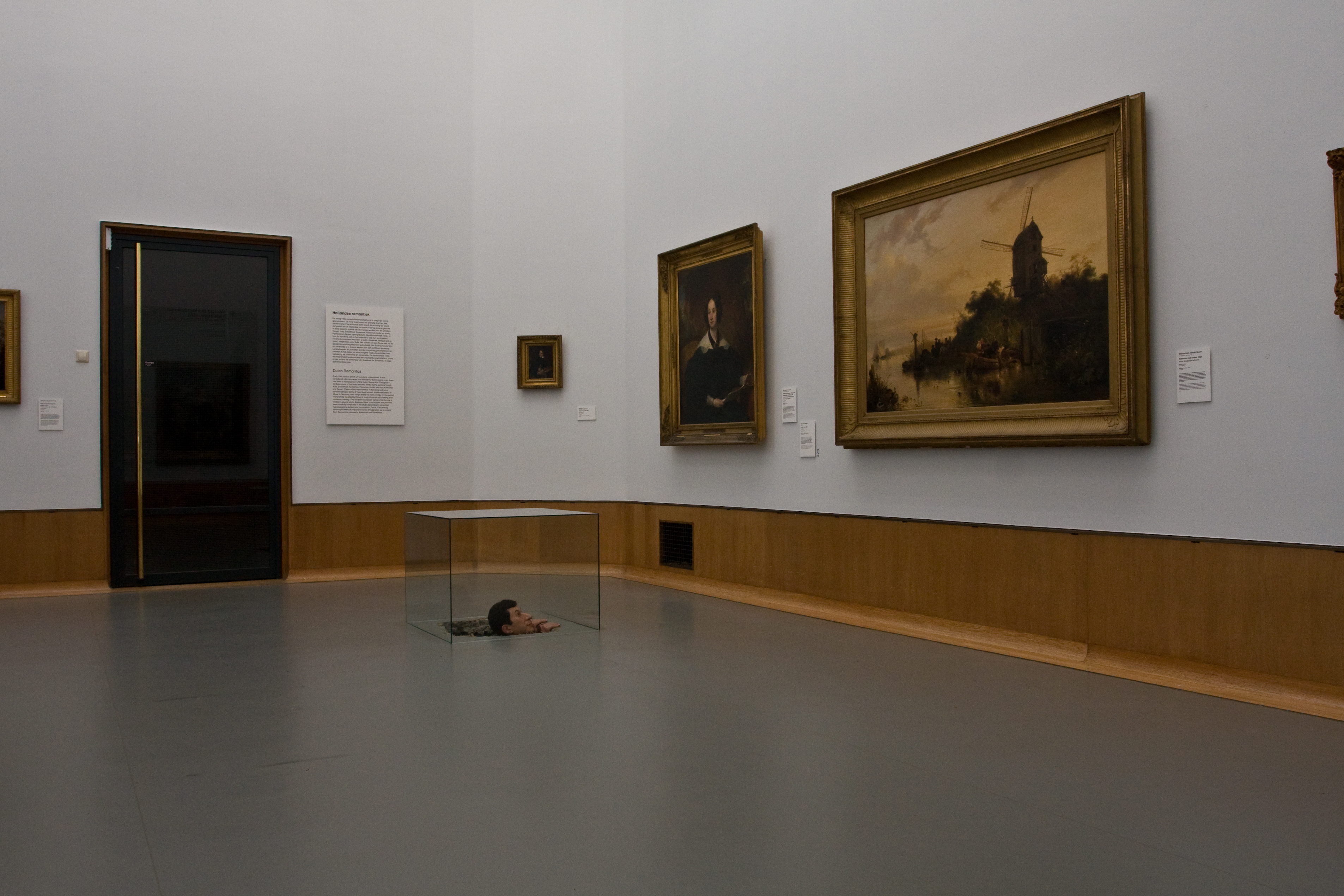
Untitled (2001)、床の穴から絵画を眺めている姿が見える。

- La rivoluzione siamo noi (We Are The Revolution) (2000): マルセル・ブロイヤーがデザインしたハンガーラックに、ヨーゼフ・ボイスのデザインした『フェルト・スーツ』を着てぶら下がる、ミニチュアサイズのカテラン像。カテランの「私は芸術家ではない」という主張を、ドイツの芸術家ヨーゼフ・ボイスの言葉「人間は誰でも芸術家」と対比させている[43] 。
- Daddy, Daddy (ダディ、ダディ)(2008): グッゲンハイム美術館のグループ展theanyspacewhateverで初めて公開された、サイトスペシフィックなインスタレーション。フランク・ロイド・ライトの設計したアトリウムのロタンダの底部に設置された小さな噴水に、実物大のピノキオ人形をうつ伏せに配置し、上空から飛び降りた、あるいは落ちたような印象を与えている[44]。
- L.O.V.E.（英語版） (2011): ミランのイタリア証券取引所の近くに所在する、手をかたどった高さ11メートルの大理石の彫刻。その彫刻の手には中指以外の指はなく、中指はまっすぐ上に突き出している[45]。
- Turisti (2011): 2011年のヴェネチア・ビエンナーレでの展示で、1997年時と同名である。本作では2,000羽の防腐処置した鳩を配置した[46]。
- America (アメリカ)(2016): 18金で造られた黄金の便器。2017年9月、グッゲンハイム美術館に対し、当時第1次トランプ政権であったホワイトハウスから、大統領の私室に飾るためにゴッホの1888年の絵画『雪のある風景（英語版）』の貸与の要請があった際、美術館のチーフキュレーターのナンシー・スペクター（英語版）は要求を断ったうえで、代わりにAmerica の貸し出しを提案したことで話題となった[47]。また、2019年9月14日には[48]、グッゲンハイム美術館からカテランの作品展のために貸し出され、イギリスのブレナム宮殿に設置されていたAmericaが盗まれる事件が発生した[49]。Americaは、かつてウィンストン・チャーチルが使用したトイレの場所に設置されており[50][51]、建物の水道管に接続されていたため、盗難により建造物の破損や浸水が発生した[52]。関与したと見られる男性は、間もなく逮捕された[53]。カテランは、この出来事について「私は強盗映画がずっと好きだったが、ついに出演できた。」と語った[54][55][56]。
- Comedian (コメディアン)(2019): アート・バーゼル・マイアミで公開された、壁にダクトテープで貼り付けられたバナナ。ジョージア出身の芸術家デービッド・ダトゥナ（英語版）が、バナナを壁から剥がして食べるHungry Artistというアートパフォーマンスを無断で行った[57]。

## 受賞歴
- 2000年、ヒューゴ・ボス賞（英語版）にてファイナリストに選出[58][59]。
- 2004年、イタリアのトレント大学から社会学の名誉学位が授与された[58][60]。
- 2005年、カッセラー・クンスト・フェライン（ドイツ語版）のアーノルド・ボーデ賞を受賞[58]。
- 2008年、第15回ローマ・クアドリエンナーレ（英語版）で生涯功労賞（premio alla carriera）を受賞[61][62]。